# Rhizobacteria
Rhizobacteria são bactérias associadas a raízes que podem ter um efeito prejudicial (variedades parasitárias), neutro ou benéfico no crescimento da planta. O nome vem do grego rhiza, que significa raiz. O termo geralmente se refere a bactérias que formam relações simbióticas com muitas plantas (mutualismo). As rizobactérias são muitas vezes referidas como rizobactérias promotoras do crescimento de plantas, ou PGPRs. O termo PGPRs foi usado pela primeira vez por Joseph W. Kloepper no final dos anos 1970 e tornou-se comumente usado na literatura científica.